# 吉大港山區衝突
吉大港山區衝突，是孟加拉國政府和吉大港山區聯合人民黨及其武裝派別的政治衝突，原因是當地信奉上座部佛教、印度教的朱瑪人与穆斯林移民在自治和土地問題產生矛盾。此衝突開始於1977年，直到政府和吉大港山區人民聯合黨在1997年簽署和平協定才結束。
孟加拉國軍隊和準軍事團體對吉大港山區部落的行動已經被國際定義為種族清洗，其中包括大規模的強姦和屠殺。
據國際特赦組織在2013年6月的報告，孟加拉國政府仍未履行和平協議中歸還土地給朱瑪人的條款，據國際特赦估計，目前有90000個朱瑪人家庭流離失所。